# Alzamiento de bienes
El alzamiento de bienes es un delito socioeconómico que consiste en cualquier acción de un deudor dirigida a la sustracción u ocultación de todo o parte de su patrimonio, dirigida a que el acreedor encuentre dificultades para hallar elementos patrimoniales con los que poder cubrir su deuda.
La pretensión de la persona que realiza el alzamiento de bienes es salvar todo su patrimonio o algún bien del mismo, en beneficio propio o en el de alguna otra persona, obstaculizando de este modo la ejecución que podrían seguir los acreedores.

## Modalidades
El alzamiento puede admitir diversas modalidades:
- el modo más elemental supone apartar físicamente algún bien para que el acreedor ignore donde se encuentra.
- una forma más compleja se realiza a través de algún negocio jurídico por medio del que:
  - se enajena  alguna cosa en favor de otra persona, generalmente parientes o amigos del deudor.
  - se constituye un gravamen sobre algún bien del deudor que produce su infravaloración.
  - se done algún bien a una persona afín al deudor.

El delito de alzamiento de bienes es cercano a la estafa. Por ello, para que exista un delito de alzamiento debe existir una deuda previa a los actos de alzamiento, ocultación o enajenación.

## El tipo
La conducta integradora del tipo es la de aquella persona que, siendo consciente de la existencia de créditos contra su patrimonio, realiza cualquier ardid o maniobra capaz de situar determinados bienes fuera del alcance persecutorio o realizativo del titular crediticio.

## Delito de alzamiento por país

### España
En España, el artículo 257 del Código Penal, dentro del capítulo referido a las insolvencias punibles, establece:

1. Será castigado con las penas de prisión de uno a cuatro años y multa de doce a veinticuatro meses:
  - El que se alce con sus bienes en perjuicio de sus acreedores.
  - Quién con el mismo fin, realice, dificulte o impida la eficacia de un embargo o de un procedimiento ejecutivo o de apremio, judicial, extrajudicial o administrativo, iniciado o de previsible iniciación.

2. Lo dispuesto en el presente artículo será de aplicación cualquiera que sea la naturaleza u origen de la obligación o deuda cuya satisfacción o pago se intente eludir, incluidos los derechos económicos de los trabajadores, y con independencia de que el acreedor sea un particular o cualquier persona jurídica, pública o privada.
3. En el caso de que la deuda u obligación que se trate de eludir sea de Derecho público y la acreedora sea una persona jurídico pública, la pena a imponer será de uno a seis años y multa de doce a veinticuatro meses.
4. Las penas previstas en el presente artículo se impondrán en su mitad superior en los supuestos previstos en los ordinales 1.º, 4.º y 5.º del apartado primero del artículo 250.
5. Este delito será perseguido aun cuando tras su comisión se iniciara una ejecución concursal.